# Metacatharsius patrizii
Metacatharsius patrizii là một loài bọ cánh cứng trong họ Bọ hung (Scarabaeidae).